# Innsbrucker Arzneibuch
Das Innsbrucker Arzneibuch ist ein oberdeutsches Rezeptar in lateinisch-deutscher Mischprosa. Die Entstehungszeit wird auf das dritte Viertel des 12. Jahrhunderts geschätzt. Der Name der Handschrift wurde mit Bezug zu ihrem jetzigen Aufbewahrungsort gewählt. Eine rein deutschsprachige Teilbearbeitung des Innsbrucker Arzneibuchs aus dem 13. Jahrhundert (München Clm 14851) wird Emmeramer Rezeptar genannt.

## Überlieferung
Handschriftencensus:  „Innsbrucker Arzneibuch“. Überlieferung
- Innsbruck, Universitäts- und Landesbibliothek, Cod. 652. Entstehungszeit: drittes Viertel des 12. Jahrhunderts.[1]

Bl. 76v, Bl. 77r, Bl. 77v, Bl. 78r Innsbrucker Arzneibuch.
Bl. 78v, Bl. 79r. Innsbrucker (Prüller) Kräuterbuch.
- München (Kloster Sankt Emmeram), Staatsbibliothek, Clm 14851. Entstehungszeit: bald nach 1250.[2]

Bl. 115v–117r. (Digitalisat). Emmeramer Rezeptar = Teilbearbeitung des Innsbrucker Arzneibuchs.
Bl. 117r–119r. (Digitalisat). Emmeramer Kräuterbuch = erweiterte Fassung des Innsbrucker (Prüller) Kräuterbuchs.

## Ausgabe
- Innsbruck, Cod. 652, Bl. 76v–78r. Friedrich Wilhelm (Hrsg.): Denkmäler deutscher Prosa des 11. und 12. Jahrhunderts. 2 Bände (Texte und Kommentare), Callway, München 1914–1916/18 (= Münchener Texte. Band 8), Abteilung A (1914): Text, S. 39–42 (Digitalisat); Abteilung B (1916): Kommentar, S. 88–104 (Digitalisat); sowie Abteilung B, S. 96–101 (Emmeramer Rezeptar).